# Chiesa di San Vito in Jerusalem
La chiesa di San Vito in Jerusalem a San Giorsolé si trova nel comune di Certaldo, in provincia di Firenze.
Attualmente si trova in stato di rudere.

## Storia
Originariamente si trovava nel distretto comunale della potente città di Semifonte, distrutta dai fiorentini nel 1202: nelle Rationes Decimarum della fine del XIII secolo è invece suffraganea della pieve di San Lazzaro a Lucardo.
La limitata capacità economica di questa chiesa è documentata proprio nelle Relationes Decimarum in cui risulta insolvente negli anni tra il 1296 e il 1303. Fu per questo motivo già nel XIV secolo annessa alla chiesa di Santa Maria a Casale, seguendone le sorti quando anche quest'ultima fu unita alla parrocchia di San Gaudenzio a Ruballa.